# Giáo hoàng Biển Đức XI
Biển Đức XI (Latinh: Benedictus XI) là vị giáo hoàng thứ 194 của Giáo hội Công giáo.
Theo niên giám tòa thánh năm 1806 thì ông đắc cử Giáo hoàng năm 1303 và ở ngôi Giáo hoàng trong 8 tháng vài ngày. Niên giám tòa thánh năm 2003 xác định ông đắc cử Giáo hoàng ngày 24 tháng 10 năm 1303, ngày khai mạc chức vụ mục tử đoàn chiên chúa là ngày 27 tháng 10 năm và ngày kết thúc triều đại của ngài là ngày 7 tháng 7 năm 1304.
Ngài được giáo hội suy tôn lên hàng Chân phước sau khi qua đời
Giáo hoàng Benedictus XI sinh năm 1240 tại Treviso, tên thật là Nikolaus Boccasini. Ông nhập dòng Đa Minh và trở thành Hồng y năm 1298. Ông không lấy lại tên Benedictus X, người được xem là một phản Giáo hoàng.
Benedictus XI là người khiêm nhường và tính tình hoà giải. Khi lên ngôi Giáo hoàng ông không muốn quay trở lại vấn đề nên đã thực hiện chương trình hòa giải với nước Pháp nối lại tình hữu nghị với Philippe le Bel mà trước đây do vị tiền nhiệm là Giáo hoàng Bonifatius VIII đã gây ra. Cuộc tranh chấp được coi là chấm dứt. Cũng từ đây, chấm dứt quyền Giáo hoàng trên vua chúa trong lĩnh vực chính trị và quốc gia.
Ông phục hồi một phần cho Hồng y Colonna người mà bị Đức Boniface VIII dứt phép thông công. Nhưng ông không khoan nhượng đối với Sciarra Colonna và Philip di Nogaret, là những tác giả của "cái tát" nổi tiếng.
Bị dòng họ Calonna đuổi khỏi Rôma ông trốn sang Pérouse. Người ra cho rằng ông chết vì bị đầu độc do một nhóm đối lập và qua đời ngày 7 tháng 7 năm 1034 tại Perugia.